# Platysympus pacificus
Platysympus pacificus is een zeekommasoort uit de familie van de Lampropidae. De wetenschappelijke naam van de soort is voor het eerst geldig gepubliceerd in 2006 door Corbera.